# 女性、生命、自由
女性、生命、自由（波斯語：‎，羅馬化：Zan, Zendegī, Āzādī、：‎，羅馬化：Jin, Jiyan, Azadî）是库尔德民族主义和民主邦联主义的社会运动口号，在伊朗阿米尼示威中亦有大规模使用。

## 起源
“女性、生命、自由”的口号源于20世纪末的库尔德自由运动，由库尔德妇女运动的成员首次使用；库尔德妇女运动是库尔德自由运动的一部分，为对抗“伊朗、伊拉克、土耳其和叙利亚政府的迫害”而建立。。阿卜杜拉·奥贾兰等库尔德作家在其反资本主义和反父权制著作中进一步普及了该口号。他说：“如果女性不自由，那么整个社会就不可能自由”。

## 早期使用

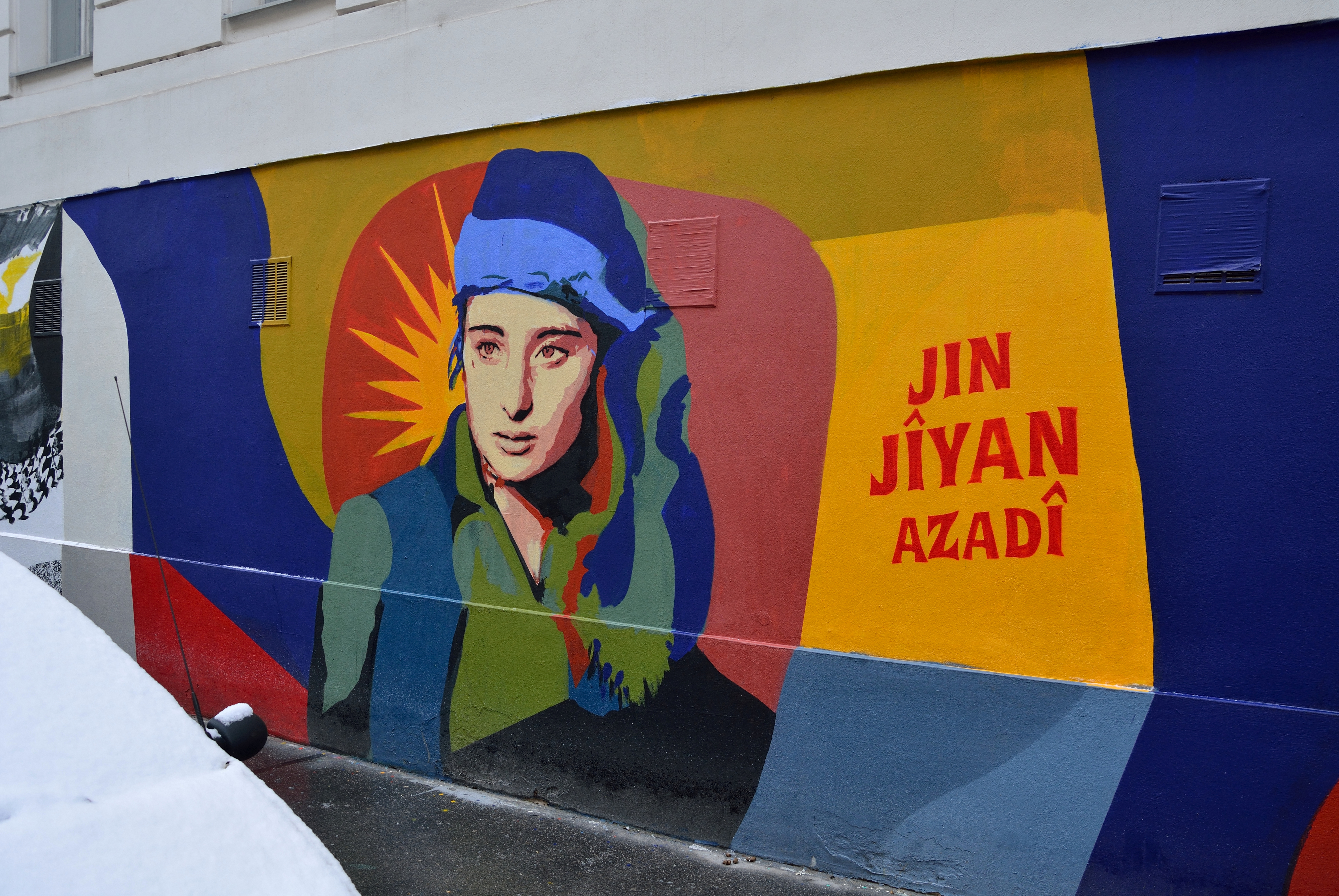
维也纳的壁画

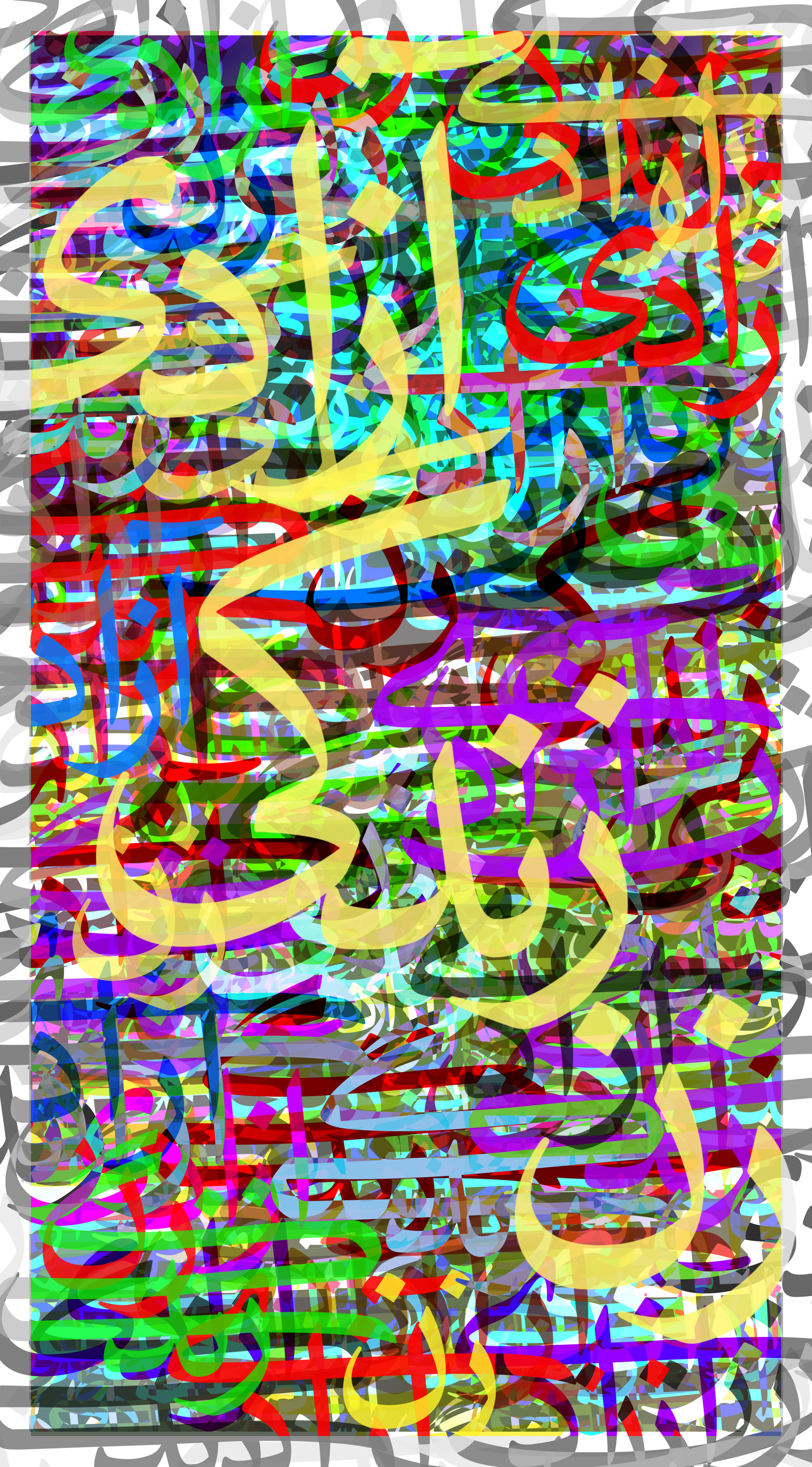
以波斯语书写的“女性、生命、自由”口号

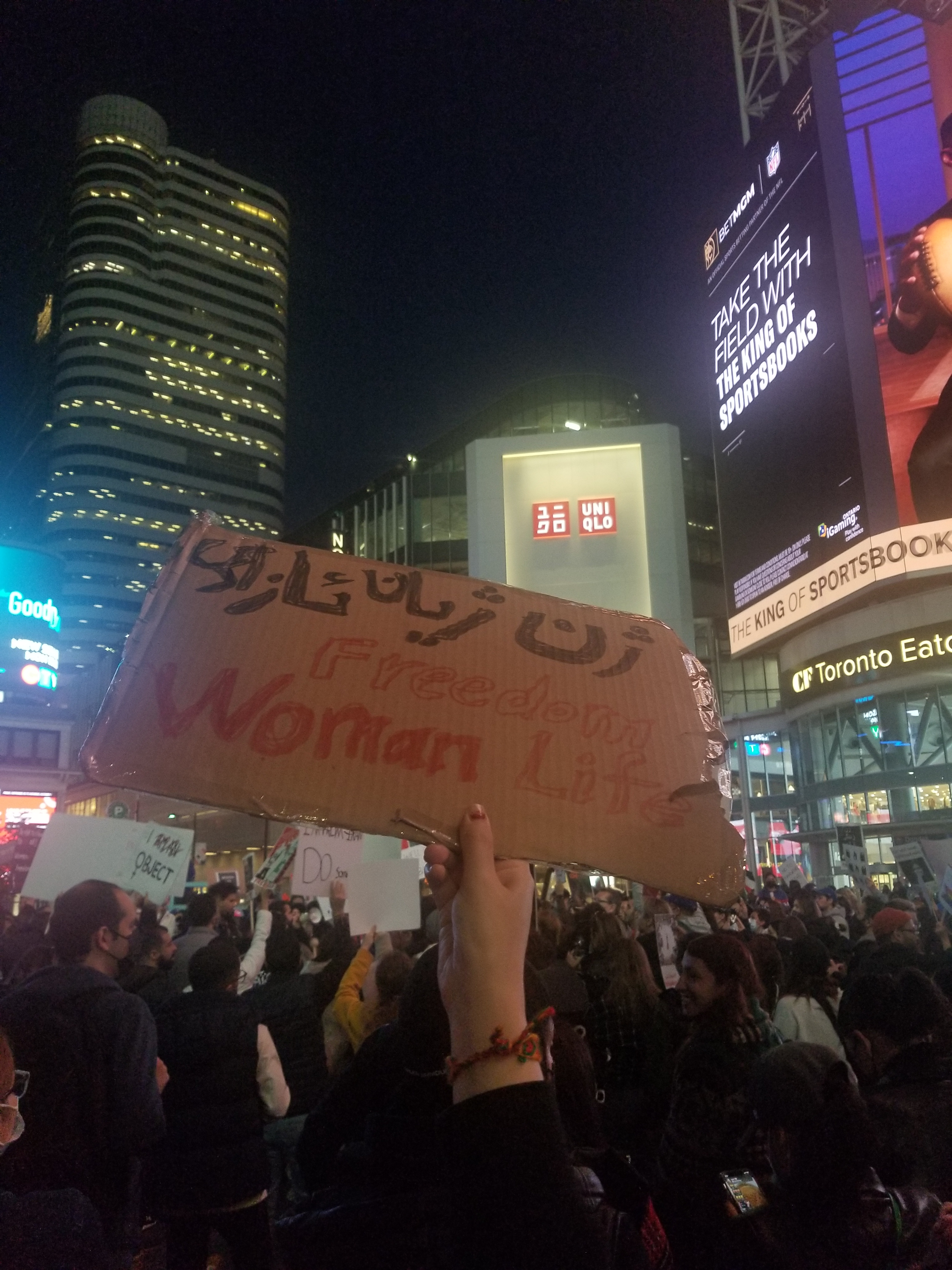
在多伦多的示威者声援伊朗示威者，举起写有“女性、生命、自由”的牌子

该口号与库尔德女性主义密切相关，据说由库尔德工人党（PKK）领导人阿卜杜拉-奥贾兰所提出。因其拼写、节奏与内涵“十分有力”，该口号成为2000年代库尔德妇女运动的标志之一。库尔德妇女保护部队在与伊斯兰国的战斗中，亦有使用该口号。在逐步的发展中，“女性、生命、自由”的口号已经为非库尔德民族运动人士所使用。

## 传遍全球
这一口号首先由库尔德女兵所使用，后来在全球其他抗议活动中流行了起来。甚至于在2015年11月25日许多欧洲国家的国际消除对女性使用暴力日集会上都出现了这个口号。

### 阿富汗
2022年9月，阿富汗妇女在声援阿米尼示威的集会中呼喊此口号。

### 法国
2018年戛纳电影节期间，电影《太阳之女》的演员呼喊这一口号。2022年伊朗阿米尼示威期间，法国《解放报》在封面使用法语和波斯语登出“女性、生命、自由”的口号以声援伊朗阿米尼示威。

### 伊朗
2022年9月16日，伊朗库尔德族女子玛莎·阿米尼因“未规范着装”，疑似遭警方殴打致死，随后伊朗全国爆发大规模示威运动。伊朗示威者在玛莎·阿米尼于萨盖兹市的葬礼上以及萨南达季最初的示威中首次使用这一口号。9月21日，德黑兰大学的学生开始呼喊该口号，随后伊朗全国各地的示威者也纷纷开始使用该口号。9月28日以及之后的示威中，设拉子医科大学的学生同时使用了这一口号以及一个新的类似口号：“女性、生命、自由；男性、家园、繁荣”。
在伊朗的抗议活动扩散到全球各地其他城市后，各城市的示威者都使用了“女性、生命、自由”这一口号 。由于抗议活动在全世界的扩展和外国媒体的广泛报道，法国报纸《解放报》使用了一张伊朗抗议活动的图片，图片上方是波斯语的口号以及紧随其后的法语翻译 。伊朗歌手谢尔文·哈吉普尔在其发布的“Baraye...”一歌中也使用了“女性、生命、自由”的口号，并因此而遭到逮捕。2022年10月1日的全球抗议中，这首歌被全世界150个城市的示威者所传唱。

### 土耳其
“女性、生命、自由”的口号在土耳其星期六母亲团体的集会中被反复使用。

## 反响
- 伊朗社会学家塔吉·阿扎达玛（Taghi Azadarmaki）表示，该口号是“中产阶级最根深蒂固的愿望之一”[32][33]。
- 伊朗社会学家法哈德·霍斯罗哈瓦尔（Farhad Khosrokhavar）认为该口号是“伊朗一系列抗议中新的镜头”[34]。
- 社会学家梅尔达德·达尔维什普尔（Mehrdad Darvishpour）认为该口号“挑战了暴力、父权、致命和专制的统治阶级意识形态”[35]。
- 伊朗裔美国政治分析家卡里姆·萨贾德普尔（英语：Karim Sadjadpour）认为这一口号是对政府的反击[36]。
- 伊朗社会学家和社会学教授穆罕默德·法泽利（英语：Mohammad Fazeli）认为，女性通过该口号表现了对暴力的憎恶[37]。

## 各地回应

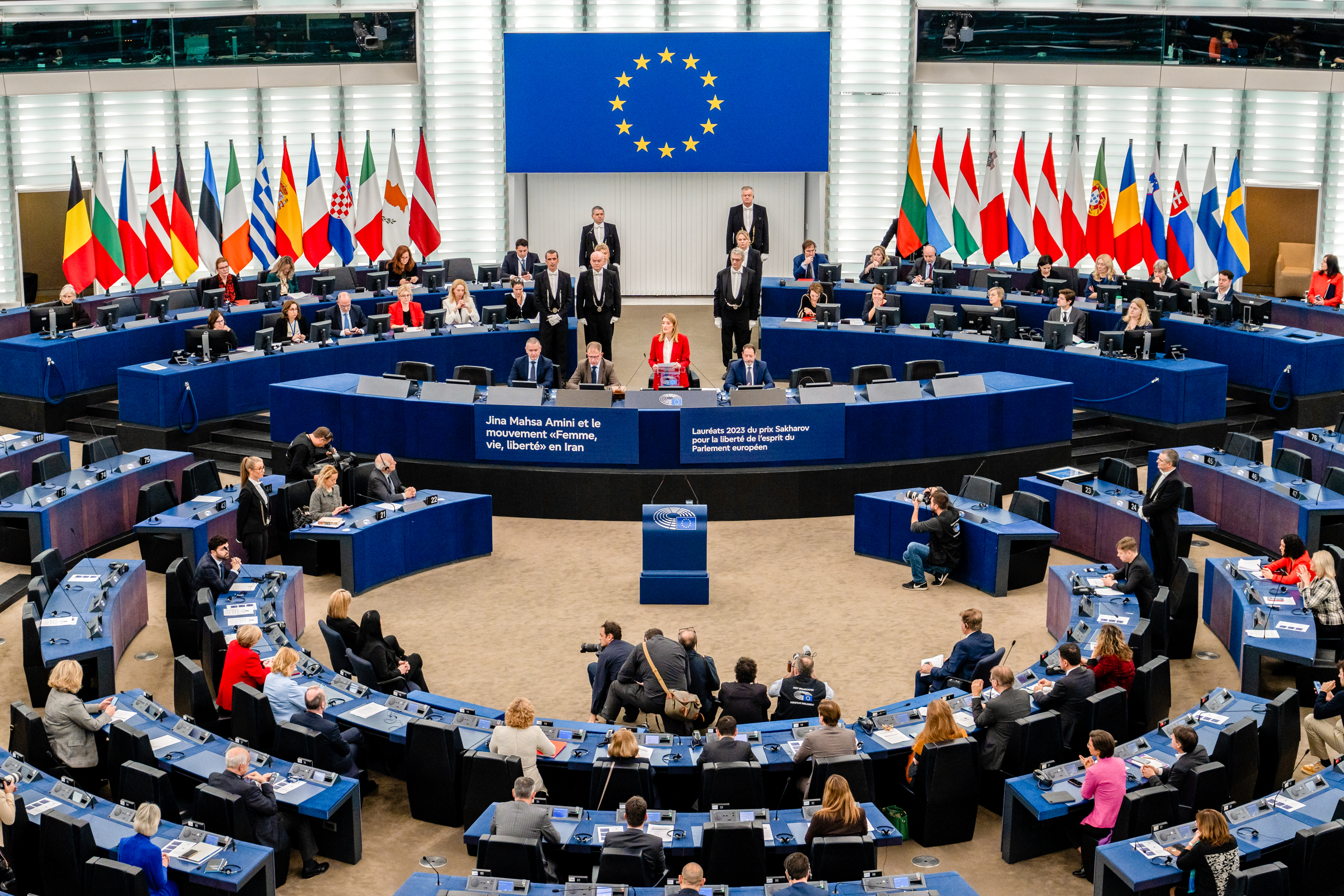
萨哈罗夫奖评选委员会在讨论将2023年的奖项颁给玛莎·阿米尼

- 德国外交部长安娜莱娜·贝尔博克在其政党委员会上打出“Jin, Jiyan, Azadî”的横幅来为妇女权利抗议[38]。
- 欧洲议会的一名瑞典议员阿比尔·萨赫拉尼（英语：Abir Al-Sahlani）在议会上发言时，为声援伊朗的库尔德妇女而剪发，并呼喊「Jin, Jiyan, Azadi」（女性、生命、自由）的口号[39]。

- 芬兰裔美国库尔德歌手赫尔利·卢夫（英语：Helly Luv）发表了名为《女性、生命、自由》的歌曲[40]。
- 伊朗裔荷兰歌手Sevdaliza（英语：Sevdaliza）发表了名为《女性、生命、自由》的歌曲[41]。
- 欧洲议会于2023年将萨哈罗夫思想自由奖颁给玛莎·阿玛尼以及她所代表的运动[42]。